# Wissenschaftsprosa
Wissenschaftsprosa ist eine Literaturgattung.
„Wissenschaftsprosa“ gilt als ungenügende Übersetzung des englischen Terminus science writing.
Während die Fachprosa handwerkliche Kompetenz (zum Beispiel die eines Chirurgen) vermitteln möchte, möchte Wissenschaftsprosa tradiertes theoretisches Wissen vermitteln und sichern. Die ursprünglich von der Literaturwissenschaft abgelehnte Fachprosa richtet sich – nach Jürgen Schiewe – an Laien, Wissenschaftsprosa an Gelehrte.
Gemäß Valentin Groebner intendiert Wissenschaftsprosa Lesbarkeit.